# Ghmate
Ghmate (franska: Ghmate (CR), Ghmate (Commune Rurale), arabiska: أيت حكيم  أيت  يزيد) är en kommun i Marocko.   Den ligger i provinsen Al Haouz och regionen Marrakech-Safi, i den centrala delen av landet, 300 km söder om huvudstaden Rabat. Antalet invånare är 21 931.